# 斯摩棱斯克高地

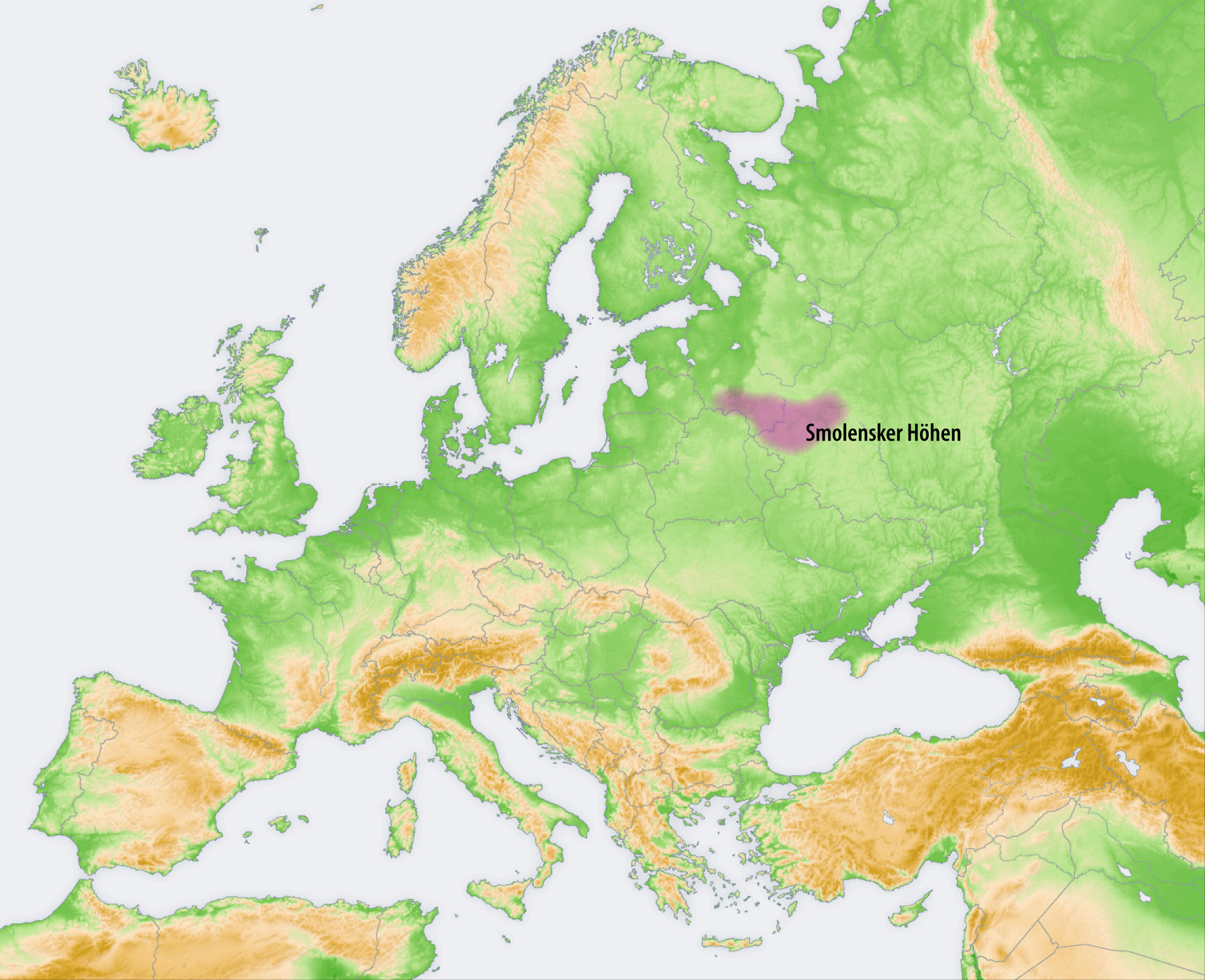

斯摩棱斯克高地（俄语：Смоленская возвышенность）是俄羅斯的高地，屬於東歐平原的一部分，最高海拔高度320米，是傑斯納河、烏格拉河等河流的發源地。